# 투발루
투발루(영어: Tuvalu)는 오세아니아의 폴리네시아에 있는 섬나라로, 키리바시, 나우루, 사모아, 피지와 가깝고 하와이와 오스트레일리아 사이의 중간 쯤에 위치한다. 4개의 암초섬 5개의 환초섬으로 구성되어 있다. 키리바시와 함께 오세아니아에서 지구온난화로 영토가 바다에 잠기고 있는 어려움을 겪고 있는 나라이다.
투발루는 남위 5도에서 10도, 동경 176도에서 180도 사이에 위치해 있다. 이 섬들은 국제 날짜 변경선의 서쪽에 있다. 2024년 인구 조사에 따르면, 투발루의 인구는 9,646명으로, 바티칸 시티 다음으로 세계에서 두 번째로 인구가 적은 나라이며, 영어가 공식 언어로 지정된 나라 중에서는 가장 인구가 적으며 바티칸을 제외하면 주권국가로서 인구가 1만명이 안되는 유일한 국가다. 투발루의 총 면적은 26제곱킬로미터로, 면적 순위로는 바티칸 시국과 모나코, 나우루 다음으로 세계에서 네 번째로 작은 나라이다.
투발루에 처음 정착한 사람들은 약 3,000년 전 시작된 태평양 이주 과정에서 이곳에 도착한 폴리네시아인들이었다. 유럽인들이 태평양 섬들과 접촉하기 훨씬 전, 폴리네시아인들은 카누를 타고 섬들 사이를 자주 왕래했다. 학자들은 폴리네시아인들이 사모아와 통가에서 출발해 투발루의 환초로 퍼져 나갔고, 이 환초들이 멜라네시아와 미크로네시아의 폴리네시아 외곽 지역으로의 추가 이주를 위한 디딤돌 역할을 했다고 본다.
1569년, 스페인 탐험가이자 지도 제작자인 알바로 데 멘다냐는 누이섬을 발견하면서 투발루 군도를 항해한 최초의 유럽인으로 알려졌다. 1819년 푸나푸티섬은 '엘리스섬'으로 명명되었으며, 이후 영국의 수로학자 알렉산더 조지 핀들레이에 의해 군도 전체가 엘리스 제도라고 불리게 되었다. 19세기 후반, 영국은 엘리스 제도에 대한 통제권을 주장하며 자국의 관리 아래 놓여있음을 선언했다. 1892년 10월 9일부터 16일 사이, HMS 큐라코아 호의 허버트 깁슨 선장은 엘리스 제도의 섬을 영국의 보호령으로 선언했다. 영국은 엘리스 제도를 영국 서태평양 영토의 일부로 관리하기 위해 거주 위원을 배정했다. 1916년부터 1975년까지 이 제도들은 길버트 및 엘리스 제도 식민지의 일부로 관리되었다.
1974년, 길버트 제도와 엘리스 제도가 각각 독립된 행정부를 가질지 여부를 결정하기 위한 국민투표가 실시되었다. 그 결과, 1975년 10월 1일에 길버트 및 엘리스 제도 식민지는 법적으로 해체되었으며, 1976년 1월 1일에 두 개의 별도 영국 식민지, 즉 키리바시와 투발루가 형성되었다. 1978년 10월 1일, 투발루는 영연방 내에서 주권 국가로서 완전한 독립을 이루었으며, 현재는 투발루의 국왕으로 찰스 3세를 군주로 하는 입헌 군주제 국가이다. 2000년 9월 5일, 투발루는 유엔의 189번째 회원국이 되었다.
투발루는 경작지가 넓지 않아 식량을 수입과 어업에 크게 의존하고 있다. 국제 기업들에게 어업 허가를 발급하고, 보조금과 원조 프로젝트, 그리고 화물선에서 일하는 투발루 선원들이 가족들에게 보내는 송금이 경제에서 중요한 역할을 한다. 낮은 지대에 위치한 섬나라인 투발루는 기후 변화로 인한 해수면 상승에 매우 취약하며, 군소 도서 국가 연합의 일원으로서 국제 기후 협상에서 활발히 활동하고 있다.

## 역사

### 선사시대
투발루 주민들의 기원을 설명하는 이론으로는 약 3,000년 전에 시작된 태평양으로의 이주 이론이 있다. 유럽인과 접촉하기 이전에는 사모아와 통가 등 인근 섬들 사이에서 카누를 이용한 항해가 종종 이루어졌다. 투발루의 아홉 개 섬 중 여덟 개 섬에 사람이 거주하고 있었는데, 이는 투발루어로 "여덟이 함께 서 있다"는 의미의 현 국명 "투발루"의 어원을 설명한다. 나누망가섬의 동굴에서 불을 피운 흔적이 발견되었는데 이는 투발루에 사람이 정착한 역사가 천년 이상임을 보여준다.
투발루 제도의 주요 창조 신화 중 하나는 "테 푸시 모 테 알리", 즉 "장어와 넙치" 이야기이다. 이 신화에서는 장어와 넙치들이 투발루 섬들을 창조했다고 전하는데, 넙치(테 알리)는 투발루의 평평한 환초의 기원이고 장어(테 푸시)는 투발루인의 삶에서 중요한 역할을 하는 코코야자의 기원으로 묘사된다. 투발루 주민의 조상에 관한 이야기는 섬마다 다르다. 예를 들어, 니우타오섬, 푸나푸티섬, 바이투푸섬에서는 시조가 사모아 출신으로 전해지지만, 나누메아 환초에서는 통가 출신으로 전해진다.

### 서구와의 접촉

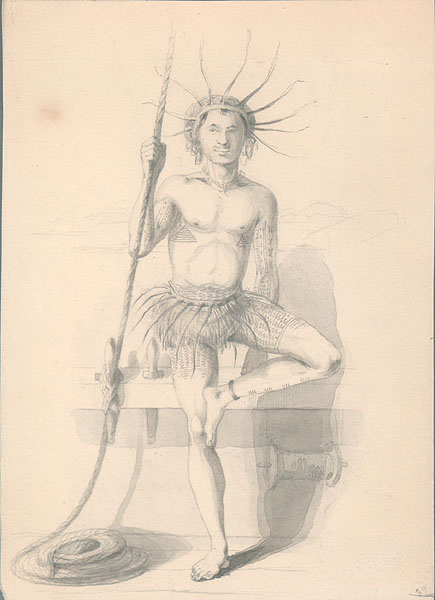
1841년 미국 탐험대의 알프레드 아게이트가 그린 전통 복장의 투발루 남성.

유럽인들이 투발루를 처음 기록한 것은 1568년 1월 16일이다. 당시 스페인의 알바로 데 멘다냐(Álvaro de Mendaña)가 남방 대륙을 찾아 여행하던 중 누이섬을 지나가면서 "예수의 섬"으로 명명했다. 멘다냐는 섬 주민들과 접촉했지만 상륙은 하지 못했다. 이후 멘다냐가 태평양을 두 번째 로 항해하던 중인 1595년 8월 29일 니울라키타섬을 지나며 '라 솔리타리아(La Solitaria)'로 명명했다.
1764년, 존 바이런 선장은 돌핀호를 타고 세계 일주를 하던 중 투발루를 지났다. 그는 이 섬들을 '라군 제도'로 기록했다. 나누메아 환초는 1781년 5월 5일 스페인 해군 장교 프란시스코 무렐레 데 라 루아(Francisco Mourelle de la Rúa)가 라 프린세사호의 선장으로 필리핀에서 누에바에스파냐로 남태평양을 횡단하던 중 이 섬을 지나가며 처음 기록했다. 그는 나누메아를 '산 아우구스틴'으로 기록했다. 1809년, 패터슨 선장은 브릭 범선인 엘리자베스호를 타고 시드니의 포트 잭슨에서 중국으로 가던 중 투발루 북부 해역을 지나가며 나누메아섬을 기록했다.
1819년 5월, 뉴욕 출신의 아렌트 슈일러 드 페이스터(Arent Schuyler de Peyster)는 영국 국기 아래 항해 중이던 무장 브리간틴 사략선 레베카호의 선장으로서 투발루 남부 해역을 지나갔다. 드 페이스터는 누쿠페타우와 푸나푸티를 발견했다. 이때 푸나푸티를 자신의 물주인 에드워드 엘리스 의원의 이름을 따서 "엘리스 섬"으로 명명했다. 이후 영국의 수로학자 알렉산더 조지 핀들레이에 의해 투발루는 "엘리스 제도"라는 이름으로 불리게 되었고, 곧 영국의 식민지로 선포되었고, 1916년 엘리스 제도는 길버트 제도에 편입된다.

### 독립
1974년, 엘리스 제도는 투표를 통해 투발루라는 이름으로 후에 키리바시가 되는 길버트 제도에서 분리되었다. 이후 1978년 10월 1일 다시 키리바시와 분리되며 영연방에 가입하였고, 토아리피 라우티가 초대 총리가 되었다.:153–177 이 날은 투발루의 독립기념일로, 공휴일로 기념된다.
2000년 9월 5일, 투발루는 유엔의 189번째 회원국이 되었다.
2022년 11월 15일, 투발루는 해수면 상승에 대응하여 자국의 문화유산을 보존하기 위해 메타버스에 국가의 디지털 복제본을 구축할 계획을 발표했다.
2023년 11월 10일, 투발루는 호주와 함께 팔레필리 연합(Falepili Union)을 형성하는 조약을 맺었다. 투발루어에서 "팔레필리"는 좋은 이웃 관계, 배려, 상호 존중 등의 전통적 가치를 의미한다. 기후 변화와 안보 문제가 이 조약의 내용으로, 자연 재해, 전염병, 안보 위협 등에 대한 항목들로 구성되었다. 또한 호주는 매년 투발루에서 호주로 기후 문제 때문에 이주하는 280여명의 이재민들을 받아들이기로 결정하였다.

## 지리
투발루는 9개의 큰 섬인 나누망가섬, 나누메아 환초, 누이 환초, 누쿠페타우 환초, 누쿨라엘라에 환초, 니우타오섬, 니울라키타섬, 바이투푸섬, 푸나푸티 환초로 이루어져 있다. 그런데 나누메아 환초에는 5개, 누이 환초에는 21개, 누쿠페타오 환초에는 33개, 누쿨라엘라에 환초에는 15개, 바이투푸섬에는 5개의 작은 섬들이 존재한다.
9개의 큰 섬들은 현재에도 존재하며 아직 전부 바다에 가라앉지도 않았다. 고로 사람들이 바다에 가라앉았다고 주장하는 2개의 섬은 2개의 큰 섬을 지칭하는 것이 아니라 각 섬이나 환초에 속해 있는 작은 섬이 가라앉았다고 보는 것이 올바를 것이다. 해발 고도는 최대 4~5미터이다.
해수면 상승 문제가 계속되면 2060년 이후에는 바다에 완전히 가라앉을 것이라고 한다.

## 사람과 언어
주민은 대부분이 폴리네시아인이며, 약 5.6%의 미크로네시아인이 있다. 96%의 투발루인은 개신교의 투발루 교회의 신도이다. 기독교이지만, 몇 개의 현지 고유의 종교의 요소가 섞여 있다.
대부분의 국민은 투발루어를 사용하고 있지만, 일부에서는 키리바시어를 사용하는 사람도 있다. 영어도 투발루어와 함께 공용어이지만 일상에서 사용되는 경우는 없다.

## 정치
국회 민주에 입각한 입헌군주제를 취하고 있다. 1978년 10월 1일에 영국으로부터 독립을 했다. 법의 체계는 영국의 일반법에 기반을 두고 있다. 정당은 존재하지 않는다. 18살에 참정권을 가졌다. 현재 총리는 펠레티 테오이다.

## 기후
| Tuvalu의 기후            | Tuvalu의 기후 | Tuvalu의 기후 | Tuvalu의 기후 | Tuvalu의 기후 | Tuvalu의 기후 | Tuvalu의 기후 | Tuvalu의 기후 | Tuvalu의 기후 | Tuvalu의 기후 | Tuvalu의 기후 | Tuvalu의 기후 | Tuvalu의 기후 | Tuvalu의 기후 |
| 월                       | 1월           | 2월           | 3월           | 4월           | 5월           | 6월           | 7월           | 8월           | 9월           | 10월          | 11월          | 12월          | 연간          |
| ------------------------ | ------------- | ------------- | ------------- | ------------- | ------------- | ------------- | ------------- | ------------- | ------------- | ------------- | ------------- | ------------- | ------------- |
| 일평균 최고 기온 °C (°F) | 31 (87)       | 30 (86)       | 30 (86)       | 31 (87)       | 31 (87)       | 30 (86)       | 30 (86)       | 30 (86)       | 30 (86)       | 31 (87)       | 31 (87)       | 31 (87)       | 30.3 (86.5)   |
| 일평균 최저 기온 °C (°F) | 27 (81)       | 27 (81)       | 27 (81)       | 27 (81)       | 28 (82)       | 27 (81)       | 27 (81)       | 27 (81)       | 27 (81)       | 27 (81)       | 27 (81)       | 27 (81)       | 26.9 (80.5)   |
| 평균 강수량 mm (인치)    | 390 (15.3)    | 350 (13.9)    | 310 (12.4)    | 250 (10)      | 240 (9.3)     | 240 (9.3)     | 260 (10.4)    | 250 (9.8)     | 230 (9.1)     | 270 (10.5)    | 280 (10.9)    | 390 (15.5)    | 3,500 (137.7) |
| 출처: Weatherbase        |               |               |               |               |               |               |               |               |               |               |               |               |               |

## 외교

### 한국과의 관계
한국은 1978년 10월 1일 투발루의 독립과 동시에 투발루를 국가로 승인하고, 1978년 11월 15일 양국 간 외교 관계를 수립하였다. 양국 모두 상대국에 상주대사관은 설치하지 않고 있으며, 대한민국은 주 피지 대사관에서 투발루 대사관을 겸임하고 있다. 투발루는 조선민주주의인민공화국과는 미수교 상태이다.

### 중국과의 관계
투발루는 중화민국과 수교하고 있으며 현재 투발루에 대사관을 두고 있는 나라는 중화민국 단 하나 뿐이다. 참고로 주투발루 중화민국 대사관은 푸나푸티(투발루의 수도)에 위치한다. 중화인민공화국과 수교를 거부하였다.

## 국토 포기 선언에 대한 오해

### 발단
해수면의 상승으로 나라가 점점 잠기고 있고 일부 주민들이 뉴질랜드 등의 인근 국가로 이주하는 것을 보고 2001년 11월 투발루 정부가 국토 포기를 선언했다는 외신 보도가 있었는데 이는 외국의 과학자들이 투발루의 해수면 상승으로 인한 위험성을 강조하기 위해 '투발루는 조만간 국토를 포기하고 다른 나라로 온 국민을 이주시키는 작업을 해야 할 것'이라고 경고한 것이 와전된 것이다.

### 사건
일부 주민들이 인근 국가로 이주한 것은 교육과 경제적인 목적일 뿐이었다고 한다. 윌리 텔라비 총리는 "섬 대부분이 바닷물에 잠긴다고 해도 우리는 우리 땅을 떠나지 않을 겁니다. 그렇게 되지 않도록 막아야 합니다."라고 인터뷰를 통해 밝혔으며 주민들 역시 자신의 국가를 지킨 채 투발루에서 계속 살아가고 있다.

### 현재
다만 해수면 상승으로 인한 잦은 국토 침수 문제는 실제 빈번하게 일어나고 있으며, 해발고도가 매우 낮고 조금씩이나마 가라앉고 있는 위기 상황이라는 점은 사실이며 학계에서는 대략 2060년쯤 되면 투발루의 거의 대부분 섬이 바다에 잠길 것으로 전망되고 있다. 현재 세계 환경 단체와 인권 단체에서 침몰하는 투발루를 돕자는 환경 운동을 벌이고 있다.